# Ward County (Texas)
Ward County je okres ve státě Texas v USA. K roku 2015 zde žilo 11 721 obyvatel. Správním městem okresu je Monahans. Celková rozloha okresu činí 2 170 km².